# Thomas Kwok

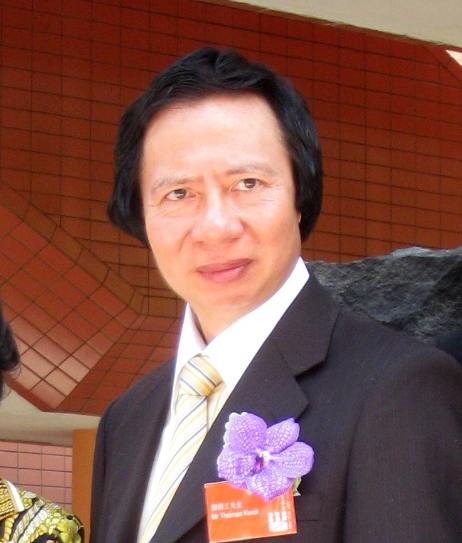
Thomas Kwok, 22. Juli 2008.

Thomas Kwok (chinesisch 郭炳江, Pinyin Guō Bǐngjiāng, Jyutping Gwok3 Bing2gong1, kantonesisch Kwok Ping-kwong; * 1951 in Hongkong) ist ein chinesischer Unternehmer und Miteigentümer von Sun Hung Kai Properties.

## Leben
Kwok ist der zweite Sohn des Unternehmers Kwok Tak Seng. Thomas Kwok studierte an der London Business School und am Imperial College in London. Gemeinsam mit seinen Brüdern Walter Kwok und Raymond Kwok leitet er das chinesische Immobilienunternehmen Sun Hung Kai Properties. Nach Angaben des US-amerikanischen Forbes Magazine gehört Kwok zu den reichsten Chinesen und ist in The World’s Billionaires gelistet.
Kwoks Titel als Friedensrichter (JP) und Silver-Bauhinia-Star-Ehrung (SBS) der Hongkonger Regierung für sein Engagement und soziale Verdienste für die Gesellschaft von 2007 wurden ihm aufgrund seiner Verurteilung zur Haftstrafe wegen Korruption 2018 wieder entzogen.

## Vermögen
Thomas Kwok ist Multi-Milliardär. Gemäß der Forbes-Liste 2015 beträgt sein Vermögen (zusammen mit seinem Bruder Raymond Kwok) ca. 15,9 Milliarden US-Dollar. Damit belegt er Platz 58 auf der Forbes-Liste der reichsten Menschen der Welt.